# Calle de los Gremios
La calle de los Gremios es una vía pública de la ciudad española de Segovia.

## Descripción
La vía conecta la calle de Almira con la de los Cañuelos. Aparece descrita en Las calles de Segovia (1918) de Mariano Sáez y Romero con las siguientes palabras:

Gremios.—Desde la calle de Almira se dirige a la de Santa Isabel. Se llama así en recuerdo del importante desarrollo de los oficios y asociaciones obreras de los siglos XVI al XVIII. La industria de tejidos de paños, tan extendida y acreditada en Segovia, además de otras manifestaciones industriales, sostenía un gran número de obreros con toda su organización de maestros, oficiales y aprendices, constituyendo gremios de trabajadores de todas clases con sus cofradías, reglamentación, privilegios, socorros, cajas y juntas diversas, y pertenecer a ellos se consideraba como honrada calificación de obrero entendido, pues los gremios en estos siglos fueron una prueba de la vitalidad de Segovia y de la consideración de que gozaban en la defensa de sus derechos y privilegios.
(Sáez y Romero, 1918, pp. 79-80)